# Claoxylon scabratum
Claoxylon scabratum là một loài thực vật có hoa trong họ Đại kích. Loài này được (Pax & K.Hoffm.) Airy Shaw mô tả khoa học đầu tiên năm 1966.